# Swap (Wirtschaft)
Ein Swap (englisch to swap, „(aus-)tauschen“) ist im Finanzwesen der Anglizismus für solche derivative Finanzinstrumente, deren Gemeinsamkeit im Austausch von zukünftigen Zahlungsströmen (Cash Flows) besteht. Swaps werden auch geschaffen, um am (erweiterten) Finanzmarkt nicht handelbare Werte handelbar zu machen. Trotzdem gehören Swaps zu den standardisierten Finanzkontrakten. Auch wenn Swaps zu den außerbörslichen Geschäften gehören, können sie Teil eines an der Börse gehandelten Produktes, zum Beispiel ETFs, sein. Auf der Basis von Swaps können auch neue Finanzprodukte entstehen, die an der Börse gehandelt werden, wie zum Beispiel Optionsscheine und Knock-Outs. 

## Allgemeines
Die Marktteilnehmer tauschen dabei gegenläufige Zahlungsströme aus, nämlich eine Forderung oder einen sonstigen Vermögenswert und eine Verbindlichkeit. Diese können in verschiedenen Fremdwährungen denominiert sein. Mit Swaps können Zahlungsströme fast beliebiger Art getauscht werden. Dadurch können gezielt finanzielle Risiken in der Finanzierung, in der Bilanzstruktur oder in der Absicherung eines Portfolios verringert werden. Swaps können leichter handelbar sein und ihre Märkte liquider sein als die Märkte ihrer Basiswerte. Außerdem erlauben Swaps wie andere Derivate, Risiken einzeln und getrennt von den zugehörigen Basiswerten zu handeln.
Swaps gehören zu den außerbörslichen Geschäften. Das Swapgeschäft ist ein standardisierter Finanzkontrakt, der auf Grundlage der Musterverträge der International Swaps and Derivatives Association (ISDA) geschlossen werden kann. Die Verträge bestimmen, wie die Zahlungen zu berechnen und die Laufzeiten oder Fälligkeiten auszugestalten sind.

## Arten
Man unterscheidet folgende Arten von Swaps:
| Art          | Tausch                                                                                               | Unterarten |
| ------------ | --- | --- |
| Zinsswap     | Festzins/variabler Zins variabler Zins/Festzins variabler Zins/variabler Zins                        | Constant-Maturity-Swap, Total Return Swap bzw. Total Rate of Return Swap                                                                  |
| Währungsswap | Festzins/variabler Zins Festzins/Festzins variabler Zins/variabler Zins                              | fixed/floating currency swap fixed/fixed currency swap floating/floating currency swap                                                    |
| Sonderformen | Kursrisiken Ausfallrisiken Devisen Aktien Option auf einen Zinsswap Staatsschulden gegen Naturschutz | Asset-Swap Credit Default Swap Devisenswap Equity Swaps (wie der Debt Equity Swap, Subordinated Risk Swap) Swaptions Debt-for-nature Swap |

Darüber hinaus gibt es weitere Swaps, etwa Derivate auf Wettergeschehen oder Rohstoffswaps (Commodities). 
Finanzinnovationen wie der Spread Ladder Swap (ein Zinsswap) tragen zur Vergrößerung der Swap-Arten bei.
Auch bei jedem herkömmlichen Termingeschäft wird getauscht. Der Unterschied zum Swap liegt jedoch darin, dass es beim Termingeschäft in der Regel nur einen einzigen Austauschtermin gibt. Zudem kommt es bei einem Swap nicht zu einer physischen Erfüllung.

## Swapsatz
Beim Swapsatz handelt es sich um einen Zinssatz, der als Transaktionskosten von einem der Kontrahenten zu bezahlen ist. Da Kassa- und Terminkurse in aller Regel nicht übereinstimmen, errechnet sich der Swapsatz bei zinsbezogenen Finanzprodukten als die auf den Kassakurs bezogene relative Differenz zwischen dem Terminkurs und dem Kassakurs (Prozent per annum):
{\displaystyle {\text{Swapsatz}}={\frac {{\text{Terminkurs}}-{\text{Kassakurs}}}{\text{Kassakurs}}}\cdot {\frac {\text{360}}{\text{1}}}\cdot 100}.
Diese Differenz wird auch als Kurssicherungskosten bezeichnet. Ist die Differenz zwischen Kassakurs und Terminkurs größer als der Swapsatz, eröffnen sich Arbitragemöglichkeiten – die allerdings bei Commodities durch gegenzurechnende Lagerkosten vermindert werden. Die Differenz zwischen Kassa- und Terminkurs wächst – bis auf eine verbleibende Indifferenzmarge – so weit, bis sich Arbitrage nicht mehr lohnt.
Diese Differenz zwischen Kassa- und Terminkursen hängt von der Laufzeit des Swapgeschäfts, von der Zinsdifferenz zwischen zwei Ländern, der Risikoprämie und dem Erwartungswert ab. Liegt der Devisenterminkurs bei Mengennotierung unter dem Kassakurs, so wird die Differenz als Deport (Abschlag, englisch discount) bezeichnet:
{\displaystyle {\text{Deport}}={\text{Terminkurs}}<{\text{Kassakurs}}}.
In diesem Falle sind die vergleichbaren Zinssätze im Ausland niedriger als im Inland, es wird mit einer Abwertung der Fremdwährung gerechnet. Ist der Terminkurs höher als der Kassakurs, handelt es sich um einen Report (Aufschlag, englisch premium):
{\displaystyle {\text{Report}}={\text{Terminkurs}}>{\text{Kassakurs}}}.
Das ausländische Zinsniveau ist höher als im Inland, es wird mit einer Aufwertung der Fremdwährung gerechnet. Bei Preisnotierung sind die Verhältnisse umgekehrt.

## Swap-Markt
Der Swap-Markt ist ein Marktsegment des Finanzmarkts, auf welchem Swaps im Interbankenhandel oder zwischen Kreditinstituten und Nichtbanken, insbesondere multinationalen Unternehmen gehandelt werden. Motive dieser Marktteilnehmer können Spekulation oder Sicherungsgeschäfte sein. 
Auf dem Swap-Markt kann auch das ESZB innerhalb der Swappolitik auftreten, das etwa Devisenswaps im Rahmen von Feinsteuerungsoperationen anbietet. 

## Swap-Politik
Die Swappolitik ist ein außenwirtschaftlicher Ansatz der Geldpolitik, um mit Swaps Geldmenge und Zins in einer Volkswirtschaft beeinflussen zu können. Geldimporte und Geldexporte können über die Veränderung der offiziellen Swap-Sätze der Zentralbanken mehr oder weniger attraktiv gestaltet werden. So können unerwünschte Devisengeschäfte behindert und erwünschte Geschäfte gefördert werden. Zudem wird der Devisenkurs und damit auch die Geldmenge des Landes beeinflusst. Die Geldmenge eines Landes wird zudem durch Liquiditätsbeschaffung oder Liquiditätsabschöpfung reguliert. 
Im Zuge der Finanzkrise ab 2007 waren zwischen den Zentralbanken Ende 2007 zunächst befristet Devisen-Swap-Abkommen als Rahmenvertrag abgeschlossen worden. Die Europäische Zentralbank (EZB), die US-amerikanische Federal Reserve, die Bank von Japan, die Bank von England, die Bank von Kanada und die Schweizerische Nationalbank haben im Oktober 2013 angekündigt, diese Swap-Abkommen auf Dauer einzurichten.

## Rechtsfragen
Swaps gehören bankenaufsichtsrechtlich zu den Derivaten, weil ihnen ein zeitlich verzögert zu erfüllender Tausch zugrunde liegt und sich dessen Wert unmittelbar oder mittelbar vom Preis oder Maß eines Basiswertes ableitet (§ 1 Abs. 11 Satz 5 Nr. 1 KWG). Schließen Kreditinstitute mithin Swapgeschäfte im Rahmen eines Bankgeschäfts ab, unterliegen diese Swapgeschäfte der Bankenaufsicht.
Die meisten Swaps werden von Kreditinstituten – untereinander im Interbankenhandel oder mit Nichtbanken – abgeschlossen. Nach Artikel 286 Abs. 2a Kapitaladäquanzverordnung müssen die Kreditinstitute die Kreditwürdigkeit ihrer Kontrahenten (Gegenparteien) einer Kreditwürdigkeitsprüfung unterziehen. Dabei müssen Kreditentscheidungen zur Einräumung bankinterner Kreditlinien für Gegenparteien führen, um das Geschäftsvolumen für jede einzelne Gegenpartei zu limitieren. Das besondere Risiko liegt für Banken in der Laufzeit der Swapgeschäfte, weil sich während dieser Laufzeit der Marktwert des Swapgeschäfts verändern kann. Eine Ausfallgefährdung der Gegenpartei liegt vor, wenn das Swapgeschäft einen positiven Wiederbeschaffungswert aufweist und aus Sicht der Bank durch die Marktentwicklung eine Forderung gegen die Gegenpartei entsteht.
Nachdem 1990 die Spitzenverbände der Kreditwirtschaft erstmals einen einheitlichen „Rahmenvertrag für Swapgeschäfte“ erarbeitet hatten, folgte 1994 der „Rahmenvertrag für Finanztermingeschäfte“ (für Caps, Floors, Collars, Forward Rate Agreements, Devisentermingeschäfte, Optionsgeschäfte und Zinsterminkontrakte). Hierdurch wurden Allgemeine Geschäftsbedingungen für diese Geschäfte mit Bankkunden eingerichtet.